# Owen Tudor (Erzählung)
Owen Tudor, die sagen- und märchenhafte Erzählung des Romantikers Achim von Arnim, handelt von Owen Tudor dem Stammvater des englischen Königshauses Tudor. Sie ist in eine Rahmenerzählung eingebettet, die von einer Postkutschenfahrt berichtet, auf der eine unbekannte Waliserin ihre Reisegefährten mit der Sage von Owen Tudor unterhält.

## Kernerzählung
Owen Tudor wird in jungen Jahren an den französischen Hof bestellt, wo er der eigenwilligen Prinzessin Katharina (historisch: Catherine de Valois (1401–1437)) als Page zu dienen hat. Einerseits schlägt sie ihn, andererseits kann sie nicht aufhören, ausgiebig mit ihm zu tanzen. Als Katharina den englischen König Heinrich V. heiraten soll, nimmt sie beim Abschied Owen den Schwur lebenslanger Treue ab. Als Heinrich relativ bald darauf stirbt, trifft sie wieder auf Owen, als sie Heilung bei einer Wallfahrtsstätte des heiligen Benno sucht. Die Legende besagt, dass, wer in dem heiligen Teich statt seines Spiegelbildes das des Heiligen sehe, geheilt werde. An dieser Wallfahrtsstätte führt inzwischen Owen den frommen Betrag des vorigen Einsiedlers fort, der dort tauchend das Gesicht des Heiligen darstellte. Er entdeckt sich seiner früheren Herrin, und diese erreicht durch allerlei Täuschungen ihres Hofes, dass sie ihn heimlich als den Vertreter eines alten Adelsgeschlechtes heiraten kann.

## Rahmenhandlung
In der Rahmenhandlung stellt sich die erzählende Waliserin als Betrügerin heraus, die im Auftrag einer hohen Adligen deren uneheliches Kind als ihr eigenes ausgibt, um deren Ruf zu retten. Sie gewinnt die Unterstützung der Mitreisenden, die den sie verfolgenden Konstabel in einem Tanzgottesdienst der Jumpers, einer methodistischen Sekte festhalten, bis die Waliserin mit ihrem Geliebten einen sicheren Vorsprung gewonnen hat.

## Motive
Haupt- und Rahmenhandlung sind durch das Motiv des Tanzes verbunden. Erlebt Owen, der begnadete Tänzer, als junger Page zunächst die Tanzwut seiner Herrin als lästig, kann er sie später als Zeichen ihrer Zuneigung deuten. In der Rahmenhandlung will der Presbyterianer aus der Reisegruppe zunächst die Jumpers als gefährliche Sekte verfolgen und alle ihre Mitglieder hinrichten lassen, doch dann hält er den Konstabel im Gottesdienst der Jumpers fest, indem er ihn in das wilde Springen der Gottesdienstbesucher hineinzieht.
Ein weiteres verbindendes Motiv sind die verkleideten Personen, die zunächst unerkannt den Lebensweg Owens lenken, und die verkleidete Waliserin, die ihre Mitreisenden zu ihren Helferinnen macht. Das Motiv der unerkannten Lebenslenker tritt in der Romantik häufiger auf, seine wohl bekannteste Ausformung hat es in der deutschen Literatur aber als Turmgesellschaft in Wilhelm Meisters Lehrjahre erhalten.

## Ironie
Die Erzählung vom Stammvater des englischen Königsgeschlechtes erscheint mehrfach ironisch gebrochen. Zum einen verpflichtet die Herrin ihren Pagen genau in dem Augenblick zur Treue, wo sie selbst die Ehe mit einem ungeliebten Mann eingeht. Zum anderen gewinnt Owen sie zur Frau, weil er den Eremiten spielt, als solcher die Pilger ständig betrügt und seine geistliche Würde benutzt das Gefolge der Königin zum Narren zu halten. Schließlich wird diese Erzählung von der endlich erfüllten Lebensliebe von einer Frau vorgetragen, die eine außereheliche Beziehung deckt.
So wird nicht nur die Heiligenlegende von Benno ironisiert, sondern auch die der treuen Liebe Owen Tudors. Schließlich ist eine der Lebensregeln, die dem jungen Owen auf den Weg gegeben wird, sich nicht zu schämen. Der wird er gerecht, indem er sich nicht schämt, Pilger zu betrügen und die Königin aus dem Kreis ihrer Höflinge zu entführen.